# Dolno Tatechi
Dolno Tatechi (en macédonien Долно Татеши, en albanais Tateshi i Poshtëm) est un village du sud-ouest de la Macédoine du Nord, situé dans la municipalité de Struga. Le village comptait 699 habitants en 2002. Il est majoritairement albanais.

## Démographie
Lors du recensement de 2002, le village comptait :
- Albanais : 697 ;
- Autres : 2.